# Lucius Tarquinius Collatinus
Pour les articles homonymes, voir Tarquins.
Tarquin Collatin est un homme politique légendaire des débuts de la République romaine,.
Comme la plus grande partie des hommes et des institutions de cette époque romaine, la réalité de son existence historique et de ses actions est incertaine. Les sources lacunaires qui nous sont parvenues présentent par ailleurs des récits et des traditions considérablement réécrits et déformés.

## Biographie selon la tradition

### Famille
Selon la tradition, il est le fils de Égérius, lui-même fils unique d'Arruns, frère de Tarquin l'Ancien. Quand la cité de Collatie est prise par Tarquin, elle est confiée au gouvernement d'Égérius. Son fils y réside, prenant ainsi le cognomen de Collatin.

### Le viol de Lucrèce
Collatin et les jeunes princes, fils de Tarquin le Superbe, se trouvent dans la même tente lors du siège d'Ardée, et défendent chacun que leurs femmes sont les plus belles et les plus vertueuses. Il se révèle que Lucrèce, épouse de Collatin, est proclamée par les jeunes gens la plus belle, vertueuse et chaste,,.
Elle est victime des violences du cousin de son époux, Sextus Tarquin. Lucrèce envoie chercher son père et son mari, ils arrivent avec Lucius Junius Brutus, le cousin de Collatin, et Publius Valerius Publicola. Lucrèce leur révèle ce qui lui est arrivé et, après les avoir fait jurer de venger son honneur, se poignarde,,. Lucius Junius Brutus leur arrache un second serment, celui de chasser les Tarquins et d'établir la République romaine, en 509 av. J.-C.

### Consulat et exil
Collatin et son cousin Lucius Junius Brutus sont les premiers magistrats (consuls selon un anachronisme du titre). Mais comme personne à Rome n’aurait supporté le gouvernement d’un descendant de la race des Tarquins, Collatin est convaincu par son collègue et d’autres nobles de se démettre de sa magistrature et de s’exiler de Rome. Il se retire donc à Lavinium, et est remplacé par Publius Valerius Publicola.

## Sources antiques
- Aurelius Victor, Hommes illustres de la ville de Rome [détail des éditions] [lire en ligne]
- Denys d'Halicarnasse, Antiquités romaines [détail des éditions]
- Dion Cassius, Histoire romaine [détail des éditions] [lire en ligne]
- Tite-Live, Histoire romaine [détail des éditions] [lire en ligne]
- (la) Cicéron, De Republica, Livre II, 25 et De officiis, Livre III, 10 sur le site de IntraText Digital Library.